# إرنست بول (عالم نبات)
إرنست بول (بالألمانية: Ernst Boll)‏ (و. 1817 – 1868 م) هو عالم نبات، ومؤرخ، وجيولوجي ألماني، ولد في نويبراندنبورغ، توفي في نويبراندنبورغ، عن عمر يناهز 51 عاماً.